# HMS Durban (D99)
HMS Durban (D99) là một tàu tuần dương hạng nhẹ thuộc lớp Danae của Hải quân Hoàng gia Anh Quốc. Nó đã hoạt động trước và trong Chiến tranh Thế giới thứ hai trước khi bị đánh chìm làm một đê chắn sóng tại Normandy vào năm 1944.

## Thiết kế và chế tạo
Durban được chế tạo tại xưởng đóng tàu của hãng Scotts Shipbuilding and Engineering Company ở Greenock, được đặt lườn vào tháng 1 năm 1918, được hạ thủy vào ngày 29 tháng 5 năm 1919 và đưa ra hoạt động vào ngày 1 tháng 11 năm 1921.

## Lịch sử hoạt động

### Các hoạt động ban đầu
Durban thoạt tiên được phân về China Station trong thành phần của Hải đội Tuần dương nhẹ 5 vào tháng 1 năm 1922, và đến năm 1928 nó được chuyển sang America and West Indies Station. Vào năm 1930 Durban quay trở về Anh Quốc, rồi đến năm 1931 gia nhập Hải đội Nam Đại Tây Dương. Vào tháng 12 năm 1933, nó được thay phiên bởi chiếc tàu tuần dương hạng nặng HMS York để một lần nữa quay trở về vùng biển nhà. Vào tháng 3 năm 1934, Durban khởi hành đi Gibraltar để gia nhập Hạm đội Địa Trung Hải. Nó trải qua hai năm tại vị trí này trước khi quay trở về Anh Quốc vào tháng 9 năm 1936 để được đưa về lực lượng dự bị.

### Chiến tranh Thế giới thứ hai
Vào lúc Chiến tranh Thế giới thứ hai nổ ra vào tháng 9 năm 1939, Durban được cho tái hoạt động và được phân về Hải đội Tuần dương 9 thuộc Bộ chỉ huy Nam Đại Tây Dương. Vào tháng 3 năm 1940, nó được chuyển sang Ấn Độ Dương nơi nó gia nhập Hạm đội Viễn Đông đặt căn cứ tại Singapore. Tại đây nó trở thành một đơn vị của Lực lượng Malaya Anh Quốc cùng với các tàu chị em HMS Danae và HMS Dauntless. Đơn vị này canh phòng các tàu buôn Đức tại các cảng ở Đông Ấn thuộc Hà Lan, khi Durban tuần tra ngoài khơi khu vực Padang. Vào ngày 10 tháng 11 năm 1940, khi chiếc tàu chở dầu Na Uy Ole Jacob báo cáo bị chiếc tàu cướp tàu buôn Đức Atlantis tấn công ở khu vực giữa Ceylon và phía Bắc đảo Sumatra; một lực lượng được vội vã thành lập, bao gồm Durban và các tàu tuần dương HMS Capetown, HMAS Canberra cùng tàu buôn tuần dương vũ trang HMAS Westralia để săn đuổi Atlantis. Tuy nhiên, lực lượng đặc nhiệm này không tìm thấy kẻ cướp được báo cáo.
Vào năm 1941, cùng với tàu chị em HMS Dragon, Durban hộ tống các đoàn tàu vận tải đi lại giữa Singapore và eo biển Sunda. Vào tháng 2, nó hộ tống chiếc tàu biển chở khách RMS Queen Mary vận chuyển các đơn vị đầu tiên thuộc Lực lượng Đế quốc Australia đến Malaya đổ quân lên Singapore, đến nơi vào ngày 18 tháng 2. Sang tháng 11, nó hộ tống chiếc tàu chở quân Zealandia đi đến Singapore khi thay phiên cho chiếc HMAS Sydney hộ tống Zealandia di chuyển từ Fremantle.
Vào tháng 2 năm 1942, Durban di chuyển cùng với phần còn lại của Hạm đội Viễn Đông đến Java sau khi quân Nhật bắt đầu tấn công Singapore. Durban bị hư hại do bị trúng bom trước khi khởi hành, nhưng đã cùng với HMS Dragon đi đến được Tandjong Priok, cảng của Batavia. Nó được đưa về Colombo để được sửa chữa tạm thời. Sau đó nó khởi hành đi New York, đến nơi vào tháng 4, nơi nó được sửa chữa triệt để. Sau đó Durban quay trở về Anh Quốc, nơi có thêm các cải biến khác được thực hiện tại Portsmouth từ tháng 6 đến tháng 8; rồi nó đảm trách hộ tống các đoàn tàu vận tải từ Anh đến Nam Phi.

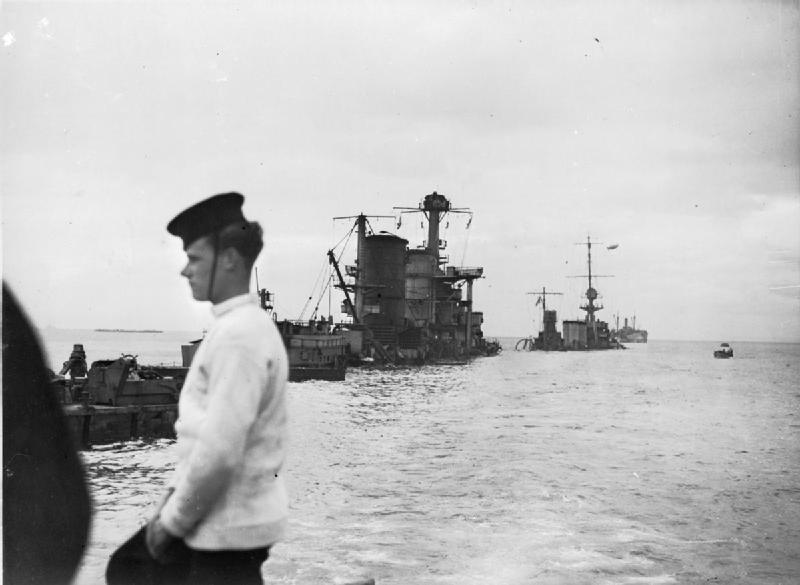
Thân tàu chìm một nửa của chiếc HMS Durban ở giữa hàng tàu ụ cản, 9 tháng 6 năm 1944.

Vào ngày 8 tháng 12 năm 1942, con tàu bị mắc cạn ở lối ra vào cảng Mombasa. Sau khi nổi trở lại, nó được đưa vào ụ tàu tại Bombay. Đến tháng 2 năm 1943, Durban một lần nữa quay trở lại New York để sửa chữa, và đến tháng 6 được đưa đến Nam Phi, vào ụ tàu tại Simonstown trước khi tái gia nhập Hạm đội Viễn Đông. Vào tháng 11, nó một lần nữa quay trở về Anh Quốc để được rút về lực lượng dự bị. Nó trở thành một trong những con tàu cũ được lựa chọn để đánh chìm tạo thành đê chắn sóng cho cảng Mulberry, vốn sẽ được sử dụng vào việc hỗ trợ cho Chiến dịch Overlord, cuộc đổ bộ của lực lượng Đồng Minh lên Normandy.
Cuối cùng, vào ngày 9 tháng 6 năm 1944, Durban được cho đánh chìm để hình thành một phần của đê chắn sóng Gooseberry 5 nhằm bảo vệ cảng nhân tạo ngoài khơi Ouistreham trong vịnh sông Seine. Xác tàu đắm của nó hiện nay nằm ở độ sâu 11 mét dưới mặt nước.